# جورج إل. ك. موريس
جورج إل. ك. موريس (بالإنجليزية: George Lovett Kingsland Morris)‏ هو نحات ورسام أمريكي، ولد في 14 نوفمبر 1905 في نيويورك في الولايات المتحدة، وتوفي في 26 يونيو 1975 في مانهاتن في الولايات المتحدة.